# Pseudomops rufescens
Pseudomops rufescens är en kackerlacksart som beskrevs av Robert Walter Campbell Shelford 1912. Pseudomops rufescens ingår i släktet Pseudomops och familjen småkackerlackor.
Artens utbredningsområde är Peru. Inga underarter finns listade i Catalogue of Life.